# Lingua di bordo
Lingua di bordo (tudi mornariški esperanto) je eden izmed jezikov iz družine lingua franca. 
Lingua di bordo je bila v uporabi v avstro-ogrski vojni mornarici, ki je bila narodnostno zelo mešana. Zaradi te multietničnosti se je razvil svojevrsten jezik, ki je temeljil oz. je vseboval besedišče iz vseh jezikov monarhije, le vojaški strokovni izrazi so bili v nemščini.
Temeljila je na mešanici italijansko-beneškega narečja, hrvaško-dalmatinskega narečja, češčine in madžarščine.